# Jessie Nel
Jessie-May Nel (ur. 1996) – australijska zapaśniczka walcząca w stylu wolnym. Wicemistrzni Oceanii w 2016. Brązowa medalistka mistrzostw Wspólnoty Narodów w 2016. Mistrzyni Oceanii juniorów w 2016 roku